# Crystal Springs (Mississippi)
Crystal Springs è una città (city) degli Stati Uniti d'America, situata nella contea di Copiah, nello Stato del Mississippi.